# Складнев, Николай Николаевич
Николай Николаевич Складнев (1941—1995) — советский учёный в области строительной механики, член-корреспондент РАН (1987), лауреат Государственной премии СССР (1989).

## Биография
Родился 28 сентября 1941 г. в городе Орск Оренбургской области в эвакуации. Родители — Ашарина Валентина Александровна (архитектор) и Складнев Николай Николаевич (инженер-строитель). Спустя четыре года на свет появился младший брат Николая — Сергей. После войны семья вернулась в Москву.
В плане выбора профессии Николай пошёл по стопам родителей. Он поступил в Московский инженерно-строительный институт имени В. В. Куйбышева (МИСИ, с 1993 года МГСУ) на факультет промышленного и гражданского строительства. По завершении обучения защитил дипломную работу на кафедре железобетонных конструкций. Тема дипломного проекта «Железнодорожный мост через реку Кама».
Окончив в 1963 году институт, Н. Н. Складнев поступил в аспирантуру МИСИ им. Куйбышева и в 1969 году защитил кандидатскую диссертацию на тему: «Исследование пространственных работ ребристых железобетонных панелей покрытий и перекрытий на различных стадиях напряженного состояния», научный руководитель-профессор, доктор технических наук В. Н. Байков.
После защиты кандидатской диссертации Складнев Н. Н. остался работать на кафедре железобетонных и каменных конструкций МИСИ . В 1979 году в возрасте 38 лет он защитил докторскую диссертацию по теме «Оптимальное проектирование железобетонных конструкций с учетом требований экономичности, технологичности, надежности и долговечности».
В Московском инженерно-строительном институте (1963—1982) Складнев Н. Н. активно занимался как преподавательской, так и научной деятельностью и имел множество выдающихся учеников и последователей. Доктор технических наук, профессор, действительный член Российской инженерной академии (РИА), советник РААСН Тамразян Ашот Георгиевич в настоящее время возглавляет кафедру железобетонных и каменных конструкций МГСУ. Член ученого совета МГСУ,профессор, доктор наук Саргсян Акоп Егишевич возглавлял кафедру строительных конструкций в МИИТ. Его докторант Туйчиев Надыр Джамалович ныне профессор и заведующий кафедры в Ташкентском Государственном Авиационном институте. В общей сложности Складнев Н. Н. подготовил к успешной защите около 20 аспирантов.
В 1982 году Складнев Н. Н. переходит работать в Центральный научно-исследовательский институт строительных конструкций имени Кучеренко (ЦНИИСК) на должность заместителя директора, а в 1986 году становится директором этого крупнейшего научного центра. В 1985 году, после обрушения в г. Истра МО купола для Всесоюзного энергетического института имени Ленина (купол был решен в виде сетчатой оболочки вращения, имевшей сплюснутую форму эллипсоида диаметром по экватору 236,5 метра. Высотой в центре 118,4 метра) Складнев Н. Н. принимал активное участие в работе комиссии, исследовавшей причины обрушения.
В 1989 году в авторском коллективе становится лауреатом Государственная премия СССР за создание и внедрение в строительство системы новых железобетонных пространственных индустриальных конструкций, которые нашли практическое применение при строительстве покрытия Даниловского рынка. В этот период Складнев Н. Н. был избран Членом-корреспондентом Академии наук СССР. В девяностых годах Складнев Н. Н. стал одним из основателей Инженерной академии СССР (Российской инженерной академии).
Всю свою жизнь Складнев Николай Николаевич был убежденным коммунистом. Вступив в 1961 году в Коммунистическую Партию СССР оставался в ней вплоть до самой смерти.

## Семья
В 1963 Николай Николаевич женился на Курушиной Римме Аркадьевне, с которой у них было двое детей Екатерина (1967) и Николай (1970). По традиции в семье Складневых старший сын всегда называли Николаем. В свободное время писал стихи и серьезно увлекался шахматами.
Скончался двадцатого февраля 1995 года в Москве. Похоронен на Пятницком кладбище.

## Труды

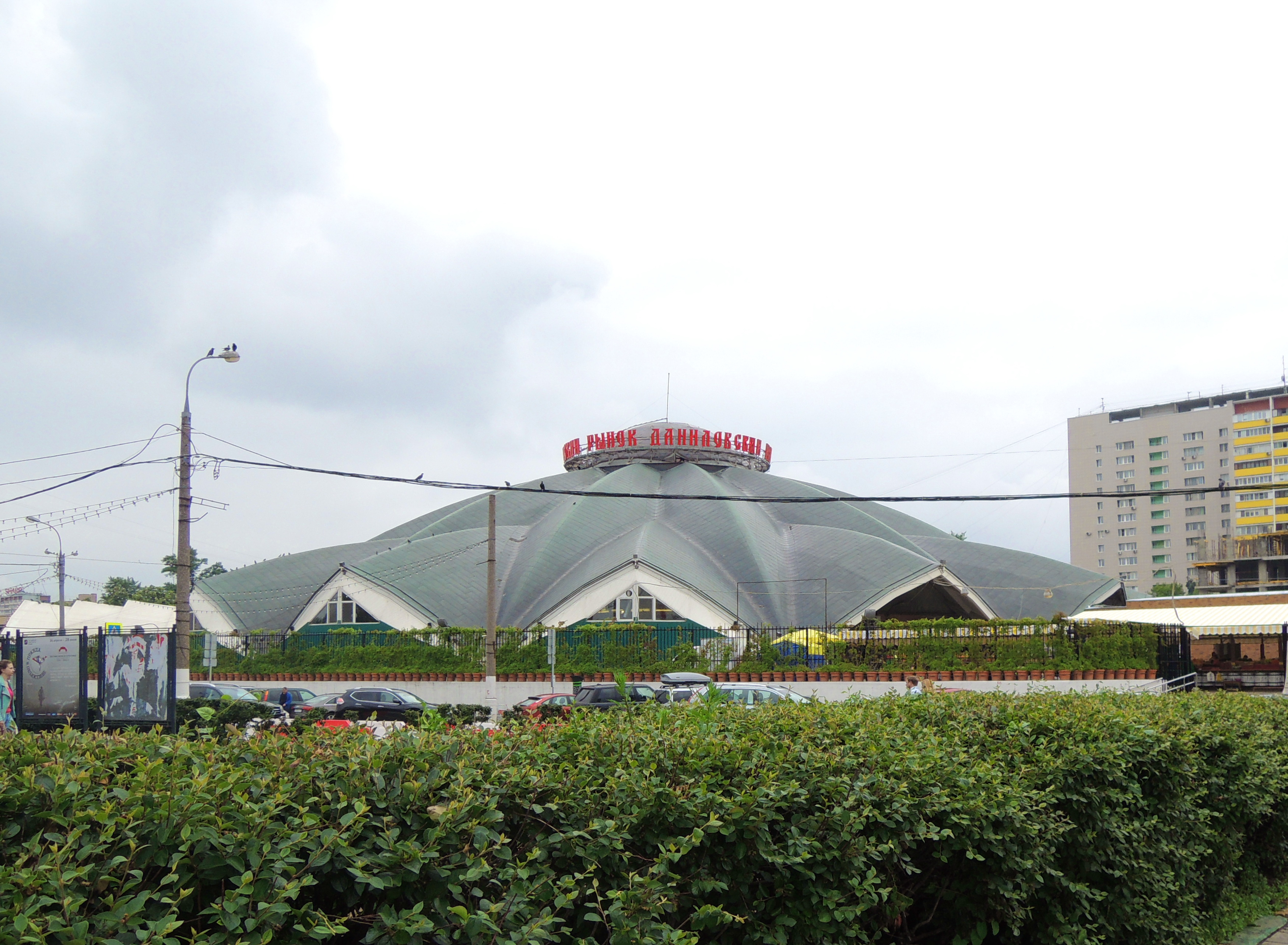
Даниловский рынок

Его главными направления научной деятельности были теория оптимального проектирования и надёжности строительных конструкций и сооружений. В 1969 защитил кандидатскую диссертацию по теме «Исследование пространственных работ ребристых железобетонных панелей покрытий и перекрытий на различных стадиях напряженного состояния» под руководством В. Н. Байкова. После окончания аспирантуры продолжил работать в МИСИ и спустя десять лет (в 1979) защитил докторскую диссертацию «Оптимальное проектирование железобетонных конструкций с учетом требований экономичности, технологичности, надежности, долговечности»
Одним из ключевых проектов является Даниловский рынок в Москве